# Álvaro I del Congo
Álvaro I (1530-1587) fue el rey del Congo. Hijo de padre desconocido, sucedió a su padrastro Enrique I del Congo como rey, iniciando la dinastía de los Coulo. A inicios de su reinado padeció la invasión de los Jaga, bandas de dudosa procedencia que bien podrían ser congoleños opositores al bastardo. Pidió ayuda a los portugueses, quienes, al mando de Francisco de Gouveia, recuperaron el Reino del Congo, poniendo fin a la guerra. A su muerte, le sucedió su hijo Álvaro II del Congo.  

## Origen
Álvaro Nímia Luqueni Amvemba nació hacia 1530, siendo hijo de Doña Isabel Nímia Luqueni, segunda hija de Afonso I del Congo con un desconocido. Su madre se casó más tarde con Henrique I del Congo, que se convirtió en rey en 1566. Álvaro gestionó el reino en calidad de regente del Congo durante los períodos donde Henrique I se alejaba de la capital. El rey murió en batalla en 1567 y Álvaro I juramentó como nuevo rey, siendo este el primer rey de la dinastía Coulo, a la que llamó así en honor al pueblo de Coulo a las afueras de la capital: São Salvador do Congo.

## Comienzo del reinado
Al acceder al trono, escribió cartas a Portugal con el fin de renovar la antigua alianza política y religiosa. Para esto, promovió la paz con el obispo de Santo Tomé, que durante muchos años había rivalizado con el Reino del Congo, restaurando el orden religioso en el país. 
Como es normal, varios cuestionaron la legitimidad del rey. Por ejemplo, Don Duarte Lopes, embajador del Congo en Roma entre 1584 y 1588, explicaba que Álvaro asumió el reinado tras un acuerdo entre sus pares. El historiador François Bontinck vio la invasión de Jaga poco después de su coronación como una protesta contra la entronización del rey.

## La invasión de los jaga
En la concepción clásica, los Jaga eran un pueblo fiero del interior, generalmente identificado como "yakas" en la región de Bambata. Los Jaga habían destruido y saqueado varios reinos y tribus vecinas hace siglos. Invadieron el Reino del Congo por la provincia de Batta y derrotaron al ejército defensor de Álvaro I, que tuvo que huir de São Salvador do Congo, capital del reino, con su nobleza y aliados a una isla en el río Congo. La ciudad fue invadida, saqueada e incendiada por los invasores. Los ciudadanos sobrevivientes huyeron a las montañas. Los Jaga se dividieron en varios ejércitos que saquearon y esclavizaron a miles de personas en todo el reino. Tal fue la destrucción que muchos refugiados buscaron a los portugueses y se entregaron como esclavos para no morir de hambre a causa de la destrucción.
En medio del caos del país, Álvaro I envía cartas pidiendo ayuda y asistencia militar al rey Sebastián I de Portugal. Un ejército de más de 600 hombres es enviado al mando de Francisco de Gouveia en 1573. Ya en el Congo, combatieron contra los Jaga por todo el reino y recuperaron la capital, destruida tras año y medio de guerra. 
Según el historiador Joseph C. Miller, esta invasión fue un gran engaño. El ataque probablemente fue dado por rebeldes congoleños contra el gobierno de Álvaro I y la premisa de "jagas" la dieron los misioneros y esclavistas que crearon una leyenda de "castigo divino" en el pueblo congoleño por haberse alejado del cristianismo. Justificando la posterior invasión de los portugueses para "salvar" a los congoleños del "castigo de Dios".
John K. Thornton indica que había varios grupos Jaga (Jagas de Niari, Jagas de la antigua provincia de Kongo "Bambata", Jagas de Quango y los Imbangalas) y que la palabra Jaga describe una forma de vida y no un grupo étnico. Además, los Jaga de la antigua provincia del Congo “Mbamba” son distintos de los Jaga que invadieron Sao Salvador do Congo en 1568 y que fueron llamados "Yaka".
Para François Bontinck, los "Yaka" son congoleños que invadieron Sao Salvador do Congo. El interpreta la invasión Yaka como una guerra de sucesión, esta guerra dio a los portugueses la oportunidad de intervenir en los asuntos internos del Congo y así justificar la intervención portuguesa, ya que era una ayuda dada al "gobierno legítimo" contra enemigos externos.
También se teoriza que Jaga era el nombre que se le daba a los guerreros, y que los portugueses confundieron con la palabra "Jaga" para los portugueses significaba "andarín" y "sin origen". Según esta teoría, lo que habría sería un sesgo. La palabra Congo "Yaka", era un título de honra dado a los guerreros del Reino de Congo. Para esto afirma su uso en la frase Congo de los descendientes de M'panzu: “Beto, mayaka mbata; mayaka mpunza, mayaka mbele." (Traducción:" Nosotros, pegamos con golpes, flechas y espadas."). El verbo kuyaka en Kikongo significa “pegar la hora”. En consonancia con las tradiciones orales, la etnia Yaka está compuesta por poblaciones que formaron parte del reino del Congo y Lundas.
Magang-Ma-Mbuju y Mbumb Bwass dicen que los Punu provienen de personas llamadas "Jagas" y provienen de Kasai y Zambezi. Según ellos, fueron los Punus quienes invadieron el reino Congo en 1568 y es bajo el nombre de Jagas que los Punus se habrían dado a conocer en el reino Congo. Estos Jagas no lograron asentarse en el Congo debido a la acción de congoleños y portugueses. Claude Hélène Perrot dice que antes de la publicación de la obra de estos dos autores, muchos estudios dedicados al problema de los Jagas demostraron que este grupo guerrero era de varios orígenes, BM Batsikama y Mr. Ipari concluyeron que los invasores de Sao Salvador do Congo en 1568 eran poblaciones de origen congoleño. Los Punus emigraron al sur de Gabón en el siglo XVIII y emigraron a la República del Congo en el siglo XVI.

## Reconquista del Congo
Álvaro hubiera querido inicialmente y por “gratitud”, honrar su reino a su benefactor y reconocerlo por su soberano. Sebastián I de Portugal, rechazó esta oferta y se contentó con ser el protector de quien pedía ser su vasallo. 
El Rey de Portugal, informado de la existencia de minas de oro y plata en el Congo, envió a dos personas a descubrirlas y estudiar cómo sacar provecho de ellas; pero Álvaro I dio indicaciones falsas a los exploradores, según consejo de Francisco Barbuto. Este sacerdote portugués le hizo comprender que iba en contra de sus intereses dar a conocer las minas a los portugueses.
Los comerciantes portugueses perdieron la esperanza de una ganancia rápida. Por esto descuidaron el Congo y dirigieron su comercio a otras regiones. Esto dificultaría la llegada de misioneros. Por esto, las misiones estaban casi desiertas y la fe fue poco cultivada.
Los embajadores de Álvaro I fueron a Portugal para conseguir nuevos sacerdotes. El clero respondió con promesas que no se apresuraron a cumplir. Estos enviados tenían otra misión, liberar a los cristianos negros que habían sido vendidos durante la hambruna. Curiosamente, muchos de estos esclavos prefirieron permanecer en su condición, en medio de un país cristiano donde abundaban los medios de salvación; y donde no veían en peligro sus vidas ante la invasión o el hambre. Otros, especialmente los de nacimiento ilustre, regresaron a su patria y ayudaron a sostener el cristianismo en el Congo. Pasaron otros tres años; finalmente, se envió un obispo a la isla de Santo Tomé, cuya silla había estado vacante durante mucho tiempo. El elegido fue André de Gliova, un español.
Este obispo decidió visitar la Iglesia del Congo, llegó al Congo en el año 1560. Álvaro I maltrató al obispo, no permitió su entrada a la capital. El obispo estuvo unos meses afuera de la capital. El motivo de esta afrenta fueron las calumnias lanzadas por el gobernador de la isla de Santo Tomé, enemistado con el obispo. Con el paso del tiempo, el rey dejó entrar al obispo a la capital. Álvaro I envió al príncipe heredero a encontrarse con Gliova, a quien recibió con honor. El prelado dedicó ocho meses a su visita pastoral. Luego partió para Portugal, dejando seis sacerdotes en el Congo, cuatro de los cuales eran seglares y dos religiosos.
La política portuguesa no pasó desapercibida a Álvaro I. Por motivo de la coronación del Rey-Cardenal Enrique I de Portugal, en 1578, escribió al príncipe solicitando misioneros. Enrique I no alcanzó a responderla. Dos años más tarde, su sucesor, Felipe II de España, prometió al rey del Congo la ayuda espiritual.
Álvaro I envió inmediatamente un embajador, Sebastião da Costa, que murió en las costas de Portugal. Le sustituyó Eduardo López, designado embajador del Congo en Madrid y Roma. Eduardo López juró dedicar todas las riquezas que poseía en África a sostener a los sacerdotes que estaban destinados a educar a la juventud del Congo, a construir una casa para ese fin y un hospital para el socorro y curación de todos los pobres cristianos enfermos. Sixto V lo recibió calurosamente, pero no pudo terminar su asunto y se vio obligado a enviarlo de regreso al Rey de España, de quien dependía principalmente para acelerar la solución. López, después de dar cuenta del viaje, regresó en 1589 al Congo, donde aparentemente murió. En los últimos años de Álvaro I, el reino estaba débil y desprovisto de misioneros, ya que había como máximo una docena de sacerdotes para atender a treinta mil localidades, recibió alguna ayuda de los jesuitas asentados en São Paulo de Luanda. 
A su muerte, le sucedió su hijo Álvaro II del Congo.